# Boreaal (politieke term)
De term boreaal Europa wordt in de politiek gebruikt als eufemisme voor de overtuiging dat Europa van oorsprong enkel door blanken bevolkt was en daaraan gekoppeld de wens om dit te herstellen en te behouden. De term gaat terug op de pseudowetenschappelijke theorie dat de Europese beschaving is ontstaan in het hoge noorden, dat alternatief wordt aangeduid als Hyperborea, Ultima Thule of Atlantisch-Noordse regio. De politieke lading van deze termen dateert uit het begin van de twintigste eeuw. Via het werk van Italiaans-, Frans- en Spaanstalige auteurs zijn termen als "boreaal" en "hyperboreaal" ook in het Nederlandse politieke debat geïntroduceerd.

## Oorsprong
De term 'boreaal' is ontleend aan de god van de noordenwind Boreas uit de Griekse oudheid. Het gerelateerde begrip "Hyperborea" betekende het gebied "voorbij de noordenwind". Aangezien Boreas in Thracië (Noord-Griekenland) zou resideren, dachten de Grieken hierbij aan een ongedefinieerde natie in de noordelijke gebieden van Europa en Azië. Hieraan is ook het zelfstandig naamwoord 'Boreaal' ontleend, dat gebruikt wordt voor een geologisch tijdvak, voor een ecologische zone (gelegen tussen de toendra's en de gematigde zone) en daarmee samenhangende boreale vegetatie.
De Dikke Van Dale (ed. 2019) geeft als betekenis van het bijvoeglijk naamwoord boreaal:
1. 'noordelijk', dat is 'gelegen in, behorend tot het noorden'
2. (niet-algemeen) 'noords', dat is 'tot het noorden, m.n. van Europa, behorend, aldaar voorkomend'.[1]

In sommige gevallen wordt het woord ook als verwijzing naar de noordse cultuur gebruikt, maar in Nederland komt de associatie met het extreemrechtse gedachtegoed in de periode tot 2010 zelden voor. In plaats daarvan gebruikte men termen als noords of nordisch, noord-Atlantisch en (sub-)arctisch.

## Theosofie, ariosofie en Derde Rijk
De verheerlijking van het hoge noorden gaat terug tot de Verlichting en de Romantiek, waarbij het noorden model stond voor de stereotypische waarden van de westerse beschaving. In de 19e-eeuwse rassenleer van Arthur de Gobineau, Ludwig Schemann en Houston Stewart Chamberlain wordt het noorden dan verbonden met de oorsprong van het Arische ras. De theosofe Helena Blavatsky hanteert een ontwikkelingsmodel. In haar leer van de wortelrassen uit 1888 maakt zij onderscheid tussen de eerdere bewoners van de ondergegane continenten Hyperborea, Lemurië en Atlantis en de Ariërs van het huidige Indo-europese continent. Bij latere esoterische schrijvers vallen deze categorieën grotendeels samen.
Rond 1900 ontstond uit deze aanzetten de leer van de ariosofie, die de goddelijke missie van het arische of blanke ras centraal stelde. Invloedrijk was vooral de Thule-Gesellschaft, die tot de directe voorlopers van de Duitse Nazi-partij behoorde. De Duits-Nederlandse geleerde Herman Wirth ontwikkelde vanaf 1928 de theorie dat de Westerse beschaving was ontstaan op een verzonken continent dat hij Atlantis, Hyperborea of Thule noemde. De opkomst van de nazibeweging zag hij als een terugkeer naar de wortels van deze Atlantisch-Noordse beschaving en het begin van een spirituele renaissance. Wirths denkbeelden konden rekenen op brede belangstelling. SS-leider Heinrich Himmler benoemde hem in 1935 tot directeur van de Deutsche Ahnenerbe en zijn ideeën bleven – ook nadat hijzelf op een zijspoor was gezet – deel uitmaken van de kernwaarden van het Derde Rijk.

## Julius Evola
Het woord "boreaal" in de huidige betekenis werd vermoedelijk voor het eerst gebruikt door de Italiaanse reactionair en traditionalist Julius Evola, een denker die invloedrijk is in extreemrechtse kringen. Evola liet zich daarbij mede inspireren door het werk van Herman Wirth. In zijn boek Il mistero del Graal (Het raadsel van de graal) uit 1937 schrijft Evola:
Nog zo'n traditioneel, fundamenteel leerstuk betreft het centrum of de oorspronkelijke zetel van de "Olympische" beschaving uit het Gouden Tijdvak, die moet worden gelokaliseerd in een boreale of noords-boreale regio die onbewoonbaar werd [...]. De traditie van een Hyperboreïsche oorsprong, hetzij in zijn oorspronkelijke Olympische vorm dan wel in zijn uitingen van meer "heroïsche" aard, vormt de grondslag voor het beschavingwerk door de rassen die zich vanaf het einde van de IJstijd tot het Neolithicum over het Euraziatische continent hebben verspreid.
De Ariërs die Evola aan de top van zijn racistische hiërarchie plaatste, hadden volgens hem – in tegenstelling tot de niet-Ariërs zoals de Joden – een hyperboreale herkomst. Het ging om "alle voornaamste Indo-Europese rassen die een gemeenschappelijk Hyperboreaal element deelden waarvan de prehistorische origines zich situeerden in de Arctische gebieden van het Noorden".
De verzonken beschavingen van Atlantis en Hyperborea spelen eveneens een belangrijke rol in het werk van de Franse esotericus René Guénon (1886-1951), grondlegger van de filosofie van het traditionalisme. Ook hij beroept zich op Wirth.

## Aleksandr Doegin
De term Hyperborea wordt sinds de jaren negentig gebruikt door nationalistische en neofascistische bewegingen in de Russische Federatie om het woongebied van de etnische Russen aan te duiden. Het woord heeft een racistische en antisemitische connotatie, doordat in deze optiek joden en moslims als verdringers van de oorspronkelijke ("arische") bevolking gezien worden. Met name de invloedrijke, nationalistische politiek-filosoof Aleksandr Doegin geeft de term een centrale plek in zijn publicaties. In zijn hoofdwerk The Hyperborean Theory (Giperboreiskaia teoriia, Moskou 1993) en in latere bijdragen geeft hij uitvoerig aandacht aan het werk van Herman Wirth en Julius Evola. Hyperborea staat bij hem voor de beschaving het Eurazische continent, het geopolitieke centrum van de Russische federatie, dat contrasteert met de maritieme wereld van de door hem bekritiseerde Angelsaksisch-Amerikaanse cultuur.

## Nederland
In Nederland heeft Forum voor Democratie-leider Thierry Baudet de term "boreaal" twee keer in een politieke context gebruikt. Eerst op het partijcongres van 2017, waar hij sprak over "ons boreaal Europa"; daarna in zijn overwinningstoespraak na de Provinciale Statenverkiezingen van 20 maart 2019, toen hij de zinsnede "onze boreale wereld" gebruikte. Naar aanleiding van ontstane kritiek stelde hij in een interview met het Algemeen Dagblad dat hij doelde op "een mooie, poëtische aanduiding" voor Europa, de westerse wereld of de westerse beschaving. De term zou ontleend zijn aan de Franse dichter Baudelaire, die de term aurora borealis (noorderlicht) in overdrachtelijke zin gebruikt. De landen die beschenen worden door het noorderlicht zijn in dit geval de westerse landen in Europa en Noord-Amerika.
Critici meenden dat Baudet hiermee impliciet refereerde aan het gebruik van de term in extreemrechtse kring. Baudet heeft dit ontkend.
In een artikel in het online-magazine De Correspondent werd in februari 2018 gesteld dat de term door extreemrechtse politici als Jean-Marie Le Pen wordt gebruikt als dog whistle om de stichtingsmythe van het Arisch ras te duiden. Binnen het Front National zijn Le Pens uitspraken over een "boreaal Europa" als een exclusief "blanke wereld" omstreden. Ze droegen eraan bij dat hij in 2015 door Marine Le Pen werd geroyeerd als partijlid.